# Timoféi Jriukin
Timoféi Timoféyevich Jriukin (en ruso: Тимофе́й Тимофе́евич Хрю́кин; Yeisk, Imperio ruso, 8 de juniojul./ 21 de junio de 1910greg. - Moscú, Unión Soviética, 19 de julio de 1953) fue un aviador soviético, voluntario de la guerra civil española y coronel general de la Fuerza Aérea Soviética. Nacido en el seno de una familia de clase trabajadora empobrecida, ascendió al mando del 8.° Ejército Aéreo y del 1.er Ejército Aéreo durante la Segunda Guerra Mundial, fue condecorado dos veces con el título de Héroe de la Unión Soviética. Murió en 1953 después de un período de enfermedad causada por un accidente de tráfico.

## Biografía

### Infancia y juventud
Timoféi Jriukin nació el 21 de junio de 1920 en la ciudad de Yeisk en el óblast de Kubán (actualmente en el krái de Krasnodar en Rusia), entonces parte del Imperio ruso, en el seno de una familia de clase trabajadora muy pobre. Su padre trabajaba como albañil y su madre ayudaba a mantener a la familia como lavandera por un salario mínimo. A la edad de ocho años comenzó a trabajar para cosacos adinerados, pero debido al abuso que sufría en el trabajo finalmente se escapó y pasó varios años vagando por el campo en los años que precedieron a la Revolución Bolchevique. Su educación formal no comenzó hasta los 15 años gracias a las campañas socialistas para erradicar el analfabetismo; en esa época encontró empleo en varios trabajos no cualificados que involucraban trabajo manual, incluso como portero y empleado de un depósito ferroviario.
Después de unirse al Komsomol en 1926, se convirtió en secretario regional de la organización y se unió al Partido Comunista de la Unión Soviética en 1929. Después de un breve período en una escuela agrícola, se unió al Ejército Rojo y entró a la escuela de vuelo en 1932.

### Periodo de entreguerras
En 1933 se graduó de la 11.ª Escuela de Pilotos Militares en Lugansk y fue asignado al 5.º Escuadrón de Aviación de Bombarderos Ligeros de la Fuerza Aérea del Distrito Militar de Bielorrusia (BVO). En diciembre de 1935 fue transferido como comandante de vuelo al 10.º Escuadrón de Aviación de Bombarderos de alta velocidad. Desde agosto de 1936 hasta marzo de 1937 participó en la Guerra civil española al lado del gobierno republicano, como piloto de bombarderos Túpolev SB y comandante de escuadrón. Por su destacada actuación durante la guerra recibió la Orden de Lenin.
A su regreso a la URSS en marzo de 1937, fue nombrado comandante del 13.º Escuadrón de Aviación de la Fuerza Aérea BVO. En marzo de 1938 fue enviado a China. Donde participó en la segunda guerra sino-japonesa en apoyo de la Fuerza Aérea de la República de China. Comandó un escuadrón de bombarderos Túpolev SB-2 , luego de un grupo aéreo, su unidad se encontraba estacionada en la ciudad de Lanzhou, donde se estableció una base aérea que servía como punto terminal de una red que transportaba bombarderos SB desde Irkutsk, a través de Mongolia y del desierto de Gobi. Realizó alrededor de 100 salidas de combate para bombardear las posiciones de las tropas japonesas. En el verano de 1938 un grupo de doce bombarderos SB bajo su mando hundieron varios barcos japoneses en el río Yangtsé, entre los barcos atacados se encontraba el carguero japonés Yamato Maru que transportaba aviones, el buque no se hundió inmediatamente tras el ataque pero resultó seriamente dañado. Por esta operación fue condecorado con la Orden de la Nube y el Estandarte y el 22 de febrero de 1939 se le otorgó el título de Héroe de la Unión Soviética.
A su regreso a la URSS, en noviembre de 1938, fue nombrado comandante de la 10.ª Brigada Aérea de Bombarderos de alta velocidad del Distrito Militar Especial de Kiev (KOVO). En octubre de 1939 ingresó en los cursos operativos de la Academia del Estado Mayor General del Ejército Rojo, después de graduarse en noviembre fue nombrado jefe del departamento de aviación de bombarderos de la Dirección de Entrenamiento de Combate de la Fuerza Aérea del Ejército Rojo. Con el inicio de la Guerra de invierno, a partir de diciembre de 1939, se desempeñó como comandante de la Fuerza Aérea del 14.º Ejército del Frente Noroeste. Después del final de las hostilidades, ocupó su antiguo cargo en la Dirección de Entrenamiento de Combate de la Fuerza Aérea. En julio de 1940, fue nombrado inspector general adjunto de la Inspección de la Fuerza Aérea dependiente del Comisariado del Pueblo de Defensa de la URSS. Del 4 al 27 de mayo de 1941, estuvo nuevamente en cursos de capacitación avanzada para oficiales superiores en la Academia del Estado Mayor General del Ejército Rojo, luego fue nombrado comandante de la Fuerza Aérea del 12.º Ejército de KOVO.
El 4 de mayo de 1940, se le otorgó el rango de Komdiv y un mes después, en relación con la reintroducción de los rangos de generales en el Ejército Rojo, abolidos después de la Revolución de Octubre, fue ascendido a mayor general de aviación.

### Segunda Guerra Mundial
El 27 de mayo de 1941, apenas veintiséis días antes de la invasión alemana de la Unión Soviética fue nombrado comandante de la Fuerza Aérea del 12.º Ejército Soviético (con sede en el Distrito Militar Especial de Kiev), con el que participó en numerosas batallas defensivas en el oeste de Ucrania y en los alrededores de Uman. En agosto de 1941, fue puesto a cargo de las unidades aéreas adjuntas al Frente de Carelia: a estas se les encomendó la misión de asegurar la protección aérea del ferrocarril de Kirov y el puerto de Múrmansk, muy importantes para el esfuerzo militar y de guerra soviético como conexión entre la región de Carelia y el resto del territorio europeo de la RSFS de Rusia. En junio de 1942 fue nombrado comandante de la Fuerza Aérea del Frente Sudoeste, que luego se transformó en el 8.º Ejército Aéreo, justo a tiempo para frenar el avance alemán contra Stalingrado.

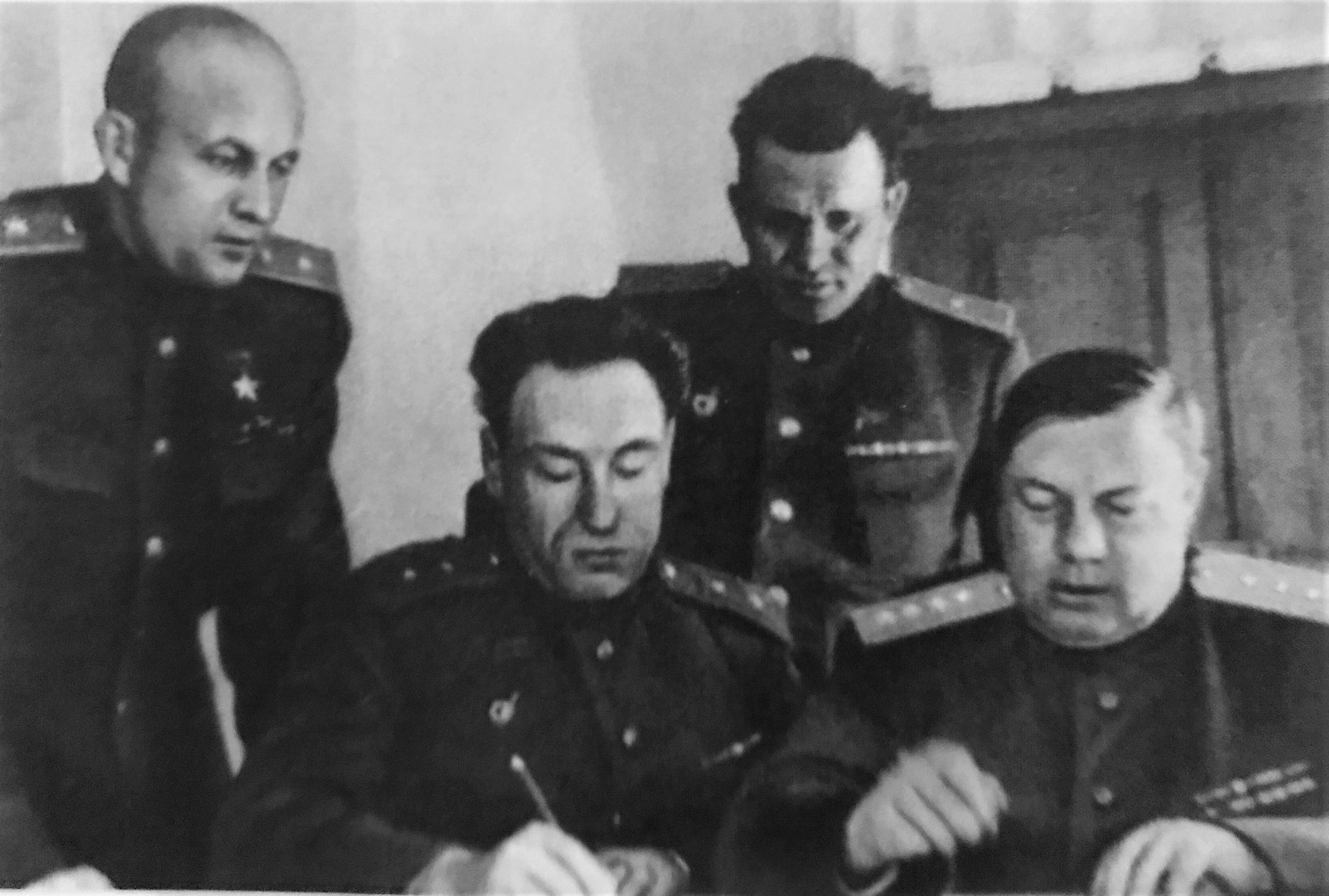
El alto mando del 4.º Frente Ucraniano. De izquierda a derecha: comandante del 8.º Ejército Aéreo Timofei Jriukin, jefe de Estado Mayor del Frente Serguéi Subbotin y el comandante del Frente Fiódor Tolbujin

El 8.º Ejército de Jriukin participó en la Batalla de Stalingrado desde el comienzo del asalto alemán. Stalin ordenó personalmente al general Vasili Gordov comandante del Frente de Stalingrado que instruyera a Jriukin para que lanzara un ataque aéreo masivo contra los alemanes en el flanco derecho de las fuerzas soviéticas durante una conversación por cable directo el 23 de julio de 1942. Para llevar a cabo el ataque se utilizó un número de aviones menor que el deseable lo que se tradujo en recursos insuficientes para realizar un eficiente reconocimiento aéreo, mientras que las unidades atacantes de Il-2 Shturmovik tuvieron que volar sin escolta de cazas. Aunque no pudo evitar que las fuerzas alemanas avanzaran hacia la ciudad, el 8.º Ejército Aéreo continuaría brindando apoyo clave durante la batalla hasta que el enfrentamiento se volvió a favor de los soviéticos. A principios de octubre, Jriukin decidió formar un regimiento dentro del 8.° Ejército Aéreo compuesto por pilotos de combate de élite, dirigido por el as de la aviación Lev Shestakov, un compañero veterano de la guerra civil española; la unidad se convirtió en el prestigioso 9.º Regimiento de Aviación de Cazas de la Guardia. A finales de 1942, aumentó la cantidad de aviones enemigos que sus pilotos tenían que destruir para alcanzar el estatus de as; simultáneamente, prometió una recomendación para el título de Héroe de la Unión Soviética a cada uno de los que pudieran lograrlo. El 30 de diciembre de 1942, el 8.º Ejército Aéreo pasó a formar parte del Frente Sur; los esfuerzos de Jriukin se dirigieron hacia Rostov y el Dombás, donde las principales victorias soviéticas siguieron a la rendición de las fuerzas alemanas de Stalingrado, tras el éxito del contraataque soviético, la Operación Pequeño Saturno, a principios de 1943.
En septiembre de 1943, gracias a la exitosa ofensiva soviética en el Dombás, los aviadores de Jriukin ganaron elogios de Stalin, quien pidió que se realizaran salvas de artillería para conmemorar el triunfo soviético en Moscú. En abril de 1944, después de apoyar al Ejército Rojo en el río Mius y en la reconquista de la región del Dombás en el este Ucrania, el 8.º Ejército Aéreo prestó superioridad aérea a la ofensiva de Crimea en abril de 1944.
En julio de 1944, asumió el mando del 1.er Ejército Aéreo de manos del coronel general Mijaíl Grómov. Su actuación durante la Operación Bagration en Bielorrusia fue calificada de «excelente» por el mariscal de la Unión Soviética Aleksandr Vasilevski, testigo presencial, en sus memorias, La causa de toda mi vida (1973). Jriukin permaneció al mando del 1.er Ejército Aéreo durante el resto de la guerra, comandándolo durante la ofensiva de Prusia Oriental (13 de enero-25 de abril de 1945) y la batalla de Königsberg (del 6 al 9 de abril de 1945) en las últimas etapas de la guerra, durante está última batalla dirigió la mayor agrupación de la aviación soviética durante la guerra (alrededor de 2500 aviones de combate). Su segundo título de Héroe de la Unión Soviética le fue concedido el 19 de abril de 1945, diez días después de la victoria soviética en la ofensiva.

### Posguerra

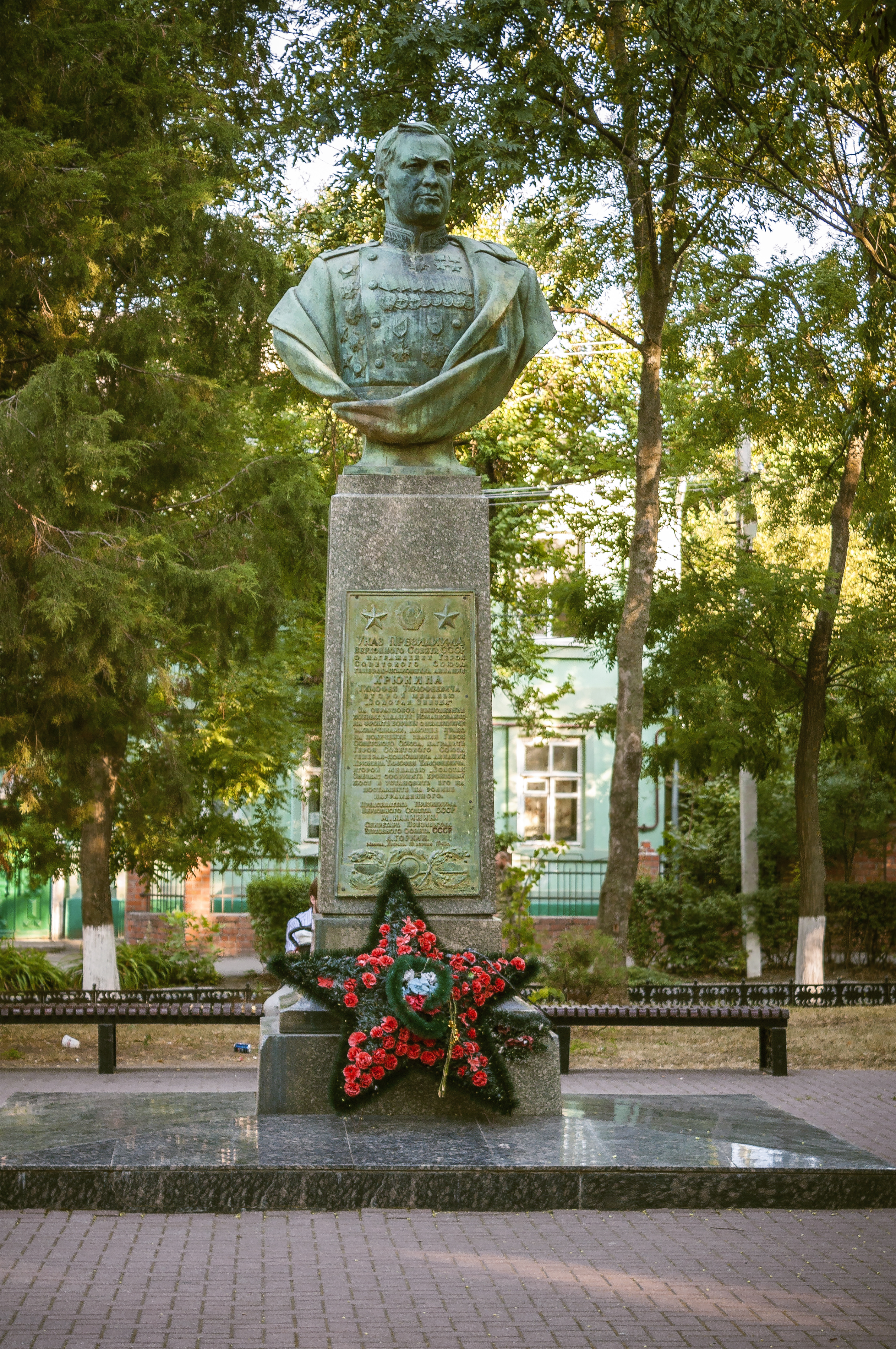
Busto de bronce en honor de Jriukin en el parque Gorki en Yeisk (Rusia)

Después de la guerra, continuó al mando del 1.er Ejército Aéreo hasta julio de 1946, cuando fue nombrado subcomandante en Jefe de la Fuerza Aérea para Entrenamiento de Combate, cargo que ocupó hasta julio de 1947 cuando fue ascendido a Comandante del 7.º Ejército Aéreo, en abril de 1949, fue transferido al puesto de Comandante de las Fuerzas de Defensa Aérea de la Región de Bakú. De enero a septiembre de 1950 estudió en la Academia Militar del Estado Mayor General de las Fuerzas Armadas de la URSS (Departamento de Aviación). Después de graduarse, en septiembre de 1950, fue nombrado Comandante en Jefe Adjunto de la Fuerza Aérea para instituciones educativas militares.
Su salud se vio seriamente afectada por un accidente automovilístico que sufrió después de la guerra, aunque consiguieron salvar su vida gracias a una exitosa operación quirúrgica. Murió de nefritis progresiva el 19 de julio de 1953 y fue enterrado en el cementerio Novodévichi en Moscú.

## Rangos militares
- Capitán (8 de agosto de 1937)
- Coronel (26 de septiembre de 1938)
- Komdiv (4 de mayo de 1940)
- Mayor general de Aviación (4 de junio de 1940)
- Teniente general de Aviación (17 de marzo de 1943)
- Coronel general de Aviación (11 de mayo de 1944).[27][8]

## Condecoraciones

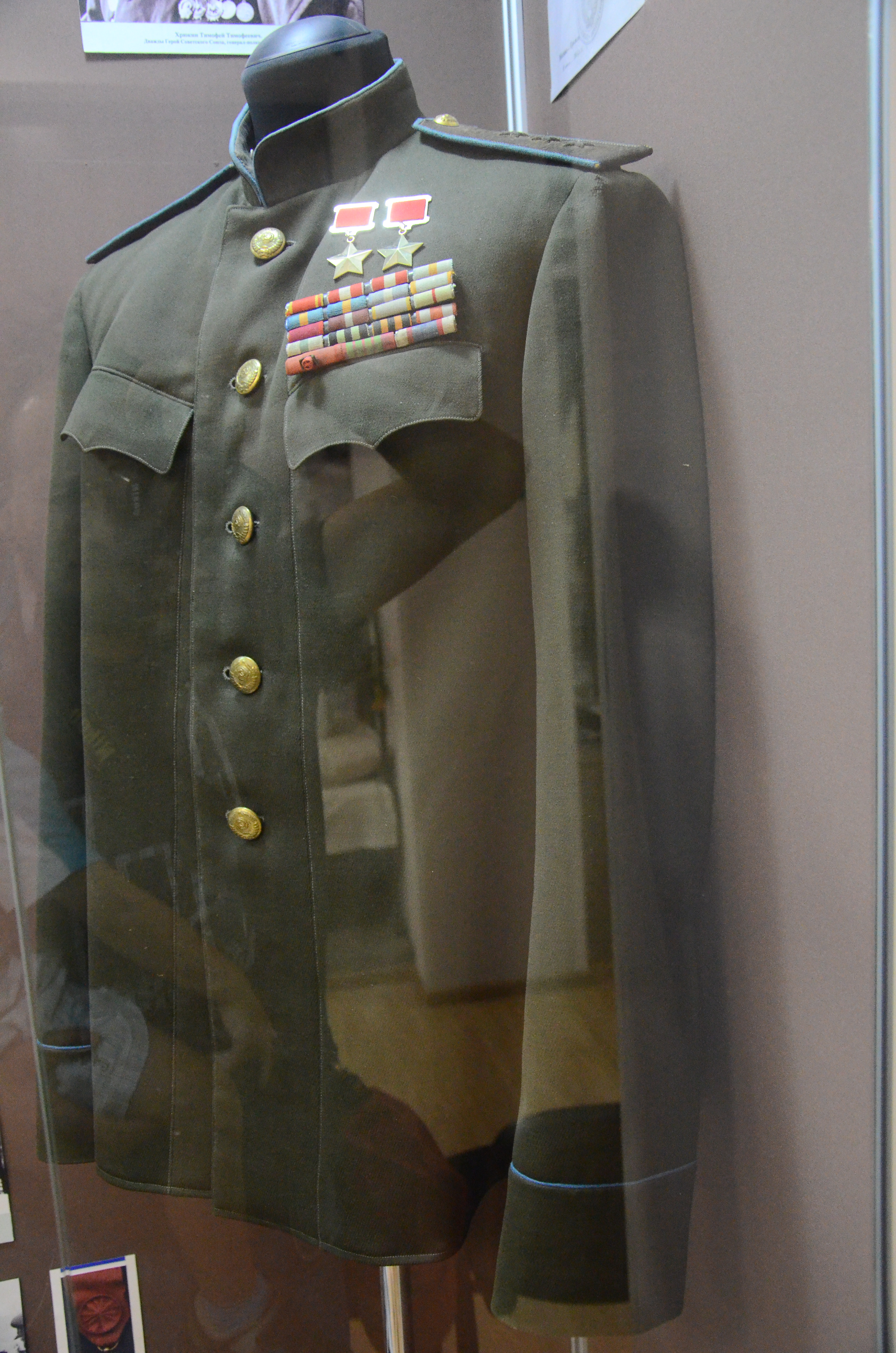
Guerrera de Timoféi Jriukin con sus medallas, conservada en el Museo de Historia Local de Yeisk (Rusia)

A lo largo de su carrera militar Timoféi Jriukin recibió las siguientes condecoracionesː
Unión Soviética
|  | Héroe de la Unión Soviética, dos veces (22 de febrero de 1939 y 19 de abril de 1945)                 |
|  | Orden de Lenin (22 de febrero de 1939)                                                               |
|  | Orden de la Bandera Roja, tres veces (2 de febrero de 1937, 7 de mayo de 1940 y 20 de abril de 1953) |
|  | Orden de Bohdán Jmelnitski de 1.er grado, (19 de marzo de 1944)                                      |
|  | Orden de Suvórov de 1.er grado (16 de mayo de 1944)                                                  |
|  | Orden de Suvórov de 2.do grado (17 de septiembre de 1943)                                            |
|  | Orden de Kutúzov de 1.er grado, dos veces (8 de febrero de 1943 y 4 de julio de 1944)                |
|  | Orden de la Guerra Patria de 2.do grado (23 de noviembre de 1942)                                    |
|  | Orden de la Estrella Roja (6 de noviembre de 1947)                                                   |
|  | Medalla por el Servicio de Combate (11 de marzo de 1944)                                             |
|  | Medalla por la Defensa de Stalingrado (1942)                                                         |
|  | Medalla por la Defensa del Ártico Soviético                                                          |
|  | Medalla por la Victoria sobre Alemania en la Gran Guerra Patria 1941-1945 (1945)                     |
|  | Medalla por la Conquista de Königsberg                                                               |

Otros países
|  | Comandante de la Legión de Honor (Francia; 31 de mayo de 1944) |
|  | Croix de guerre 1939-1945 (Francia; junio de 1945)             |
|  | Orden de la Nube y el Estandarte de 4.º grado (China; 1938)    |